# Lee Garlington
Ann Leslie „Lee“ Garlington (* 20. Juli 1953 in Teaneck, New Jersey, USA) ist eine US-amerikanische Schauspielerin. Seit 1981 war sie in über 220 Film- und Fernsehrollen zu sehen.

## Leben
Nach zwei frühen Statistenrollen war Lee Garlington 1983 erstmals im Kino zu sehen. Sie gab in Psycho II ihr Filmdebüt und war auch im Nachfolger Psycho III zu sehen. Garlington hatte in der Folge zahlreiche Gastauftritte in einer Reihe von bekannten TV-Serien; so bei Zurück in die Vergangenheit (1991), Golden Girls (1992) als Kirsten, Tochter von Rose Nylund (Betty White), Practice – Die Anwälte (1998), Für alle Fälle Amy (2001), Eine himmlische Familie (2003), The West Wing (2003–2006), CSI: Den Tätern auf der Spur (2003/2009), Meine wilden Töchter (2004–2005), Boston Legal (2007) und The Riches (2007–2008). Von 2002 bis 2005 hatte sie eine wiederkehrende Rolle in Everwood.
Garlington sollte ursprünglich eine Hauptrolle in der Sitcom Seinfeld bekommen. Sie spielte die Kellnerin Claire in der Pilot-Episode, die ein fester Bestandteil der Serie werden sollte. Die Rolle wurde jedoch wieder fallengelassen.
2018 wurde sie erstmals für einen Emmy nominiert.

## Filmografie (Auswahl)
- 1981: Helden der Straße (King of the Mountain)
- 1984: Overnight Sensation (Kurzfilm)
- 1985: Polizeirevier Hill Street (Hill Street Blues, Fernsehserie, zwei Folgen)
- 1986: Die City-Cobra (Cobra)
- 1986: Psycho III
- 1987: Ist sie nicht wunderbar? (Some Kind of Wonderful)
- 1987: Die Herzensbrecher von der letzten Bank (Student Exchange)
- 1987–1988: Inspektor Hooperman (Hooperman, Fernsehserie, drei Folgen)
- 1987: Sledge Hammer! (Fernsehserie, Folge 1x20 Comrade Hammer)
- 1989: Das Bankentrio (Three Fugitives)
- 1989: Feld der Träume (Field of Dreams)
- 1990: Die Axtmörderin (Killing In A Small Town )
- 1990–1991: Lenny (Fernsehserie, 16 Folgen)
- 1991: Zurück in die Vergangenheit (Quantum Leap, Fernsehserie, eine Folge)
- 1992: Golden Girls (The Golden Girls, Fernsehserie, eine Folge)
- 1993: Hör mal, wer da hämmert ("Klassentreffen")
- 1995: Gib mir meine Kinder wieder (Whose Daughter Is She?)
- 1995: Innocent Babysitter (The Babysitter)
- 1995: Friends (Fernsehserie, eine Folge)
- 1997: Dante’s Peak
- 1997–2004: New York Cops – NYPD Blue (NYPD Blue, Fernsehserie, drei Folgen)
- 1998: Practice – Die Anwälte (The Practice, Fernsehserie, eine Folge)
- 2000: Women Love Women (If These Walls Could Talk 2)
- 2001: Mord ist ihr Hobby – Der letzte freie Mann (Murder, She Wrote: The Last Free Man, Fernsehfilm)
- 2001: Für alle Fälle Amy (Judging Amy, Fernsehserie, eine Folge)
- 2002–2005: Everwood (Fernsehserie, 12 Folgen)
- 2003: Eine himmlische Familie (Joan of Arcadia, Fernsehserie, eine Folge)
- 2003–2006: The West Wing – Im Zentrum der Macht (The West Wing, Fernsehserie, drei Folgen)
- 2003, 2009: CSI: Den Tätern auf der Spur (CSI: Crime Scene Investigation, Fernsehserie, zwei Folgen)
- 2004–2005: Meine wilden Töchter (8 Simple Rules... for Dating My Teenage Daughter, Fernsehserie, zwei Folgen)
- 2005: American Gun
- 2006: Neue Liebe, neues Glück (Something New)
- 2006: Rebell in Turnschuhen (Stick It)
- 2007: Two and a Half Men (Fernsehserie, eine Folge)
- 2007: Boston Legal (Fernsehserie, eine Folge)
- 2007–2008: The Riches (Fernsehserie, zwei Folgen)
- 2009: Mrs. Washington Goes to Smith
- 2010: FlashForward (Fernsehserie, zwei Folgen)
- 2010: Psych (Fernsehserie, eine Folge)
- 2011–2012: The Killing (Fernsehserie, vier Folgen)
- 2012: The Mentalist (Fernsehserie, eine Folge)
- 2014: The Angriest Man in Brooklyn
- 2016: Do You Take This Man
- 2018: Alexa & Katie (Fernsehserie, eine Folge)